# Григорий Козинцев
Григо̀рий Миха̀йлович Ко̀зинцев (на руски: Григорий Михайлович Козинцев) е руски театрален и филмов режисьор.
Роден е на 10 март (старт стил) 1905 година в Киев в еврейско семейство на лекар. Негова по-голяма сестра е художничката Любов Козинцова. През 1920 година се премества в Петроград при своя леля, която е известна гинеколожка, и остава там до края на живота си. От ранна възраст се включва в местния театрален живот, а след това е сред водещите режисьори на киностудиото „Ленфилм“. Известен е с филми като „Младостта на Максим“ (Юность Максима, 1934), „Връщането на Максим“ (Возвращение Максима, 1937), „Виборгска страна“ (Выборгская сторона, 1939), „Хамлет“ (Гамлет, 1964).
Григорий Козинцев умира на 11 май 1973 година в Ленинград.